# Diego José de Pueyrredón
Diego José de Pueyrredón (Buenos Aires, 26 de junio de 1769 - Córdoba, julio de 1812) fue un militar argentino que tuvo participación en la exploración del Chaco y en la defensa contra las Invasiones Inglesas y que ejerció brevemente como gobernador de la Intendencia de Córdoba del Tucumán después de la Revolución de Mayo.

## Biografía
Hijo de Juan Martín de Pueyrredón Broucherie, y hermano de Juan Martín, José Cipriano, Juan Andrés, Feliciano y Juana María Pueyrredón.
Cursó sus estudios en el Colegio de San Carlos de su ciudad natal e ingresó joven al ejército de línea. Destacado primeramente a Córdoba, pasó luego a Salta, desde donde formó parte de la expedición que fundó San Ramón de la Nueva Orán, ciudad de la cual fue comandante militar, alférez real y subdelegado de la Real Hacienda. Se casó con Juana Francisca Zegada, de la ciudad de San Salvador de Jujuy.
En 1796 realizó una expedición a la región chaqueña, y más tarde fue nombrado comandante del fuerte Ledesma, cerca de Jujuy, donde se estableció con su familia.
En 1806 estaba en Buenos Aires cuando se produjeron las Invasiones Inglesas, en las que luchó como oficial del Escuadrón de Húsares comandado por su hermano Juan Martín. Posteriormente fue comandante de armas y subdelegado de la Real Hacienda en San Salvador de Jujuy, con el rango militar de coronel.
Tras la Revolución de Mayo, anunció a la Primera Junta el apoyo del cabildo de Jujuy a la misma, por lo que fue confirmado en su cargo por Feliciano Chiclana en primer lugar, y luego por la misma Junta de Gobierno, en el mes de octubre. Envió dos partidas hacia la Quebrada de Humahuaca, a observar los movimientos del ejército realista, al mando de Martín Miguel de Güemes.
Cuando el Ejército del Norte pasó por Jujuy, Pueyrredón lo acompañó en su marcha al Alto Perú, siendo reemplazado por Mariano Gordaliza como teniente de gobernador de Jujuy. Participó en la batalla de Suipacha, pero pronto regresó a Jujuy. De allí pasó a Córdoba, donde se puso a órdenes de su hermano Juan Martín, gobernador de esta ciudad y su jurisdicción.
Cuando Juan Martín de Pueyrredón se hizo cargo del Ejército del Norte después de la batalla de Huaqui, se hizo cargo interinamente de la Intendencia de Córdoba del Tucumán un oficial llamado Nicolás de Viana; el Triunvirato —que había reemplazado a la Junta— nombró para ocupar ese puesto a Diego Pueyrredón.
El nuevo gobernador encontró seria resistencia, porque los cordobeses aspiraban a ser gobernados por alguien nombrado por ellos; de hecho, Pueyrredón reemplazaba no exactamente a Viana, sino a una Junta Provincial de cinco miembros, cuatro de ellos nombrados por el Cabildo de Córdoba. Las relaciones entre Pueyrredón y el cabildo fueron más que tirantes, por lo que el gobernador aconsejó al Triunvirato nombrar a un cordobés para el cargo: por más que no fuera del agrado del cabildo, siempre sería mejor recibido que un porteño. En respuesta, fue reemplazado por el cordobés Santiago Carrera en enero siguiente.
El 11 de julio de 1812, el Triunvirato lo nombró gobernador de Salta del Tucumán, aunque gran parte de la Intendencia estaba bajo control enemigo. Diego Pueyrredón no llegó a ponerse en marcha, y se cree que no llegó a enterarse del nombramiento, ya que falleció a mediados de ese mismo año en Córdoba.
Tuvo dos hijos, llamados también Diego Pueyrredón, y que formaron parte del Ejército del Norte. El mayor, teniente Diego José Andrés Pueyrredón, luchó en Tucumán, Salta y Vilcapugio, y murió en combate en la batalla de Ayohuma, en 1813. El menor, teniente Diego Domingo Fernando Pueyrredón, fue tomado prisionero en la misma batalla en que su hermano perdió la vida y conducido prisionero al Callao, donde murió en prisión en julio de 1820.
Hubo, además, otro Diego Pueyrredón, hijo de su hermano José Cipriano, que se dedicaría al comercio.